# Linden-Eiche

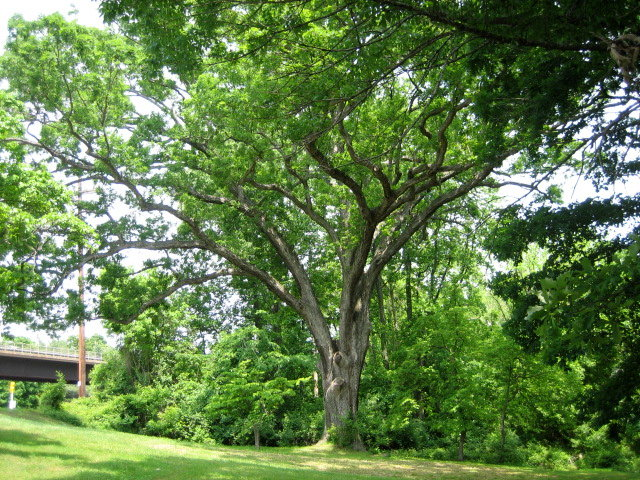
Linden-Eiche, Mai 2007

Die Linden-Eiche in North Bethesda, Maryland war die größte Amerikanische Weiß-Eiche in den Vereinigten Staaten. Die in den 1720er Jahren gekeimte Eiche stand ursprünglich wahrscheinlich an der Grenze zwischen dem offenen Ackerland im Westen und dem bewaldeten Tal des Rock Creek, dem heutigen Rock Creek Park, im Osten. Nach dem Masterplan für North Bethesda gehörte sie zu den geschützten „historic resources“.
Die Eiche befand sich an der Kreuzung Rockville Pike und dem Beach Drive am Rock Creek Park. Als die Metro von Washington gebaut wurde, wurde den Gleisen eine spezielle Kurve hinzugefügt, um den Baum zu schützen.
Den Status als größte Weißeiche hatte seit 1941 die Wye-Eiche, die sich im Wye Oak State Park in der Stadt Wye Mills, Maryland befand und am 6. Juni 2002 bei einem Unwetter umstürzte. 
Die Linden-Eiche starb im Jahr 2022 ab und wurde im Juli 2023 entfernt.